# Rowland Winn (4. baron St Oswald)

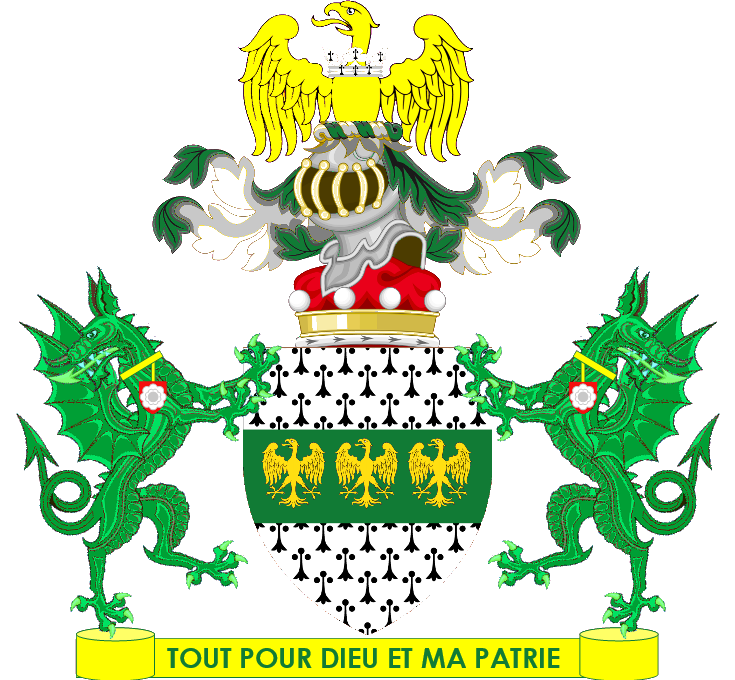
Herb barona St Oswald

Rowland Denys Guy Winn, 4. baron St Oswald of Noswell (ur. 19 czerwca 1916 w Royal Borough of Kensington and Chelsea, zm. 19 grudnia 1984 w Westminster) – brytyjski wojskowy w stopniu oficera i dziennikarz, członek Izby Lordów i poseł do Parlamentu Europejskiego.

## Życiorys
Syn Rowlanda George’a Winna, 3. barona St Oswald i Evie Carrew Greene. Kształcił się w Stowe School w Buckingham, następnie studiował na Uniwersytecie w Bonn i Uniwersytecie we Fryburgu. Od 1935 był korespondentem wojennym agencji Reuters i „The Daily Telegraph” w Hiszpanii. Od 1940 do 1945 walczył w II wojnie światowej: początkowo na Bliskim Wschodzie, a od 1944 w Azji Południowo-Wschodniej, został ranny. Doszedł do stopnia oficera w ramach pułku kawalerii 8th King’s Royal Irish Hussars i 7 Dywizji Pancernej; w Azji działał w Tajlandii w ramach Force 136, części Special Operations Executive. Od 1950 do 1951 był jako kapitan rezerwy ochotnikiem w wojnie koreańskiej. Później zajmował honorowe stanowisko zastępcy lejtanta West Riding. Opublikował kilka książek, był honorowym prezydentem różnych stowarzyszeń, działał m.in. w Ruchu Europejskim.
W 1957 został jako par dożywotni członkiem Izby Lordów w miejsce zmarłego ojca. Związał się z Partią Konserwatywną. Pomiędzy 1962 a 1964 był parlamentarnym sekretarzem przy ministrze rolnictwa, a w 1970 parlamentarnym podsekretarzem przy Lordzie Tajnej Pieczęci. Od 1973 do 1979 oddelegowany do Parlamentu Europejskiego.
W latach 1952–1955 żonaty z Laurian Jones, córką dziennikarza Rodericka Jonesa, następnie od 1955 z Marią Wandą Jaxa-Chamiec (zm. 1981), córką Sigismunda Jaxa-Chamca. Po jego śmierci w 1984 tytuł barona przejął jego młodszy brat Derek.

## Odznaczenia
Odznaczony Krzyżem Wojskowym (1952, za udział w wojnie koreańskiej) i Mentioned in Despatches (1947, za udział w II wojnie światowej na froncie azjatyckim), a także francuskim Krzyżem Wojennym Zamorskich Teatrów Operacyjnych (1945), belgijskim Krzyżem Wojennym (1951), polskim Krzyżem Wielkim Orderu Odrodzenia Polski (1977) oraz hiszpańskim Orderem Izabeli Katolickiej (1980).